# Iphiclès
Cet article possède un paronyme, voir Iphiclos.

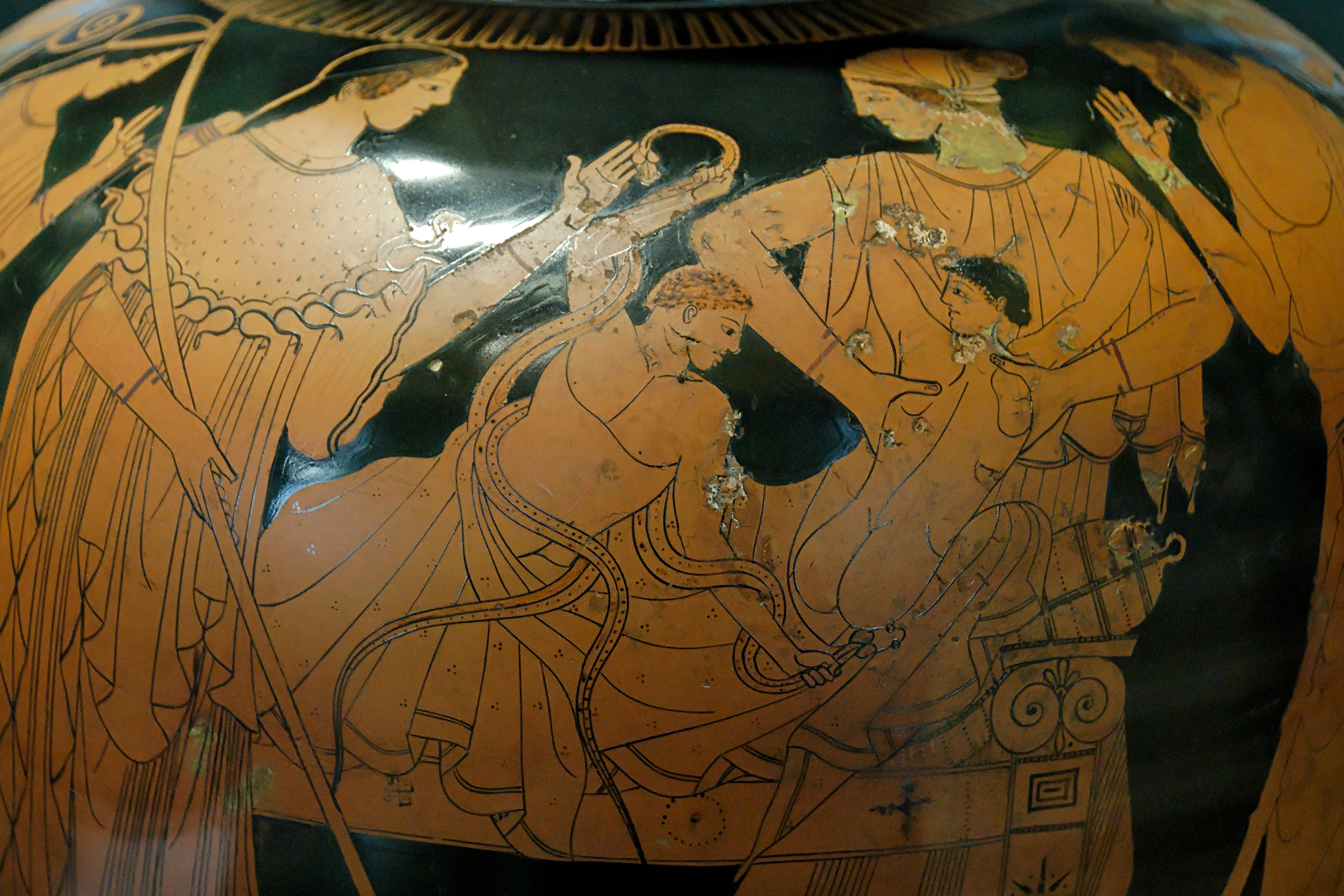
Héraclès enfant sauve Iphiclès des serpents envoyés par Héra, stamnos à figures rouges, v. 580-570 av. J.-C., musée du Louvre (G 192)

Dans la mythologie grecque, Iphiclès (en grec ancien Ἰφικλῆς / Iphiklễs), fils d'Amphitryon et d'Alcmène, est le demi-frère jumeau d'Héraclès, qu'il accompagne un temps dans ses exploits.

## Mythe
Iphiclès n'est pas cité dans les épopées homériques, qui parlent pourtant des circonstances de la naissance d'Héraclès. Il apparaît pour la première fois dans le Catalogue des femmes comme demi-frère du héros, Héraclès étant issu de Zeus et Iphiclès d'Amphitryon. Phérécyde d'Athènes ne donne pas plus de détails mais le Bouclier d'Héraclès lui prête un fils, Iolaos, et évoque ainsi son destin :

« [Iphiclès] abandonna sa maison et les auteurs de ses jours, pour servir le coupable Eurysthée. Le malheureux ! plus tard il en gémit profondément et déplora sa faute ; mais cette faute est irréparable. »

— (V. 90-93, trad. M. A. Bignan)
Cette référence est inexpliquée puisque les sources postérieures font d'Iphiclès un compagnon fidèle mort au combat aux côtés de son frère, malgré des divergences notoires. Ainsi chez Pausanias, il est blessé par les Molionides lors de la première expédition d'Héraclès contre Augias, puis meurt à Phénée en Arcadie (VIII, 14, 9). Les Phénéates lui rendaient tous les ans, sur son tombeau, les honneurs héroïques (VIII, 14, 10). Chez Diodore ou le pseudo-Apollodore au contraire (II, 7, 3), il est tué au combat lors de l'expédition de son frère pour punir les fils d'Hippocoon, roi de Lacédémone.
Le pseudo-Apollodore livre par ailleurs quelques autres renseignements : il compte ainsi Iphiclès parmi les chasseurs de Calydon (I, 8, 2). Il attribue au héros un premier mariage avec Automéduse, fille d'Alcathoos, dont serait issu Iolaos, puis un remariage avec « la plus jeune des filles de Créon », en récompense de s'être battu pour Thèbes aux côtés d'Héraclès (II, 4, 11). Ce remariage était déjà attesté dans le Mégara attribué à Moschos, où la fille en question porte le nom de « Pyrrha ».